# Hapoel Yehud FC
El Hapoel Yehud FC (hebreu: הפועל יהוד‎) fou un club de futbol israelià de la ciutat de Yehud.

## Història
El club va ser fundat el 1950. L'any 1973 guanyà la copa dels 25 Anys d'Independència de segona divisió, en derrotar el Hapoel Ramat Gan 2-0 a la final. La temporada 1981-82 es proclamà campió de la copa nacional. El club desaparegué l'any 1998.
El 2004 es creà un nou club Hapoel Monosson Yehud, però acabà expulsat de la lliga. El 2008 nasqué el Hapoel Ironi Yehud, més tard fusionat amb Bnei Yehud el 2009.

## Palmarès
- Copa israeliana de futbol: 
  - 1981-82